# Глыбин, Александр Семёнович
Александр Семёнович Глыбин (16 октября 1925, с. Рогожка, ныне — Сеченовский район, Нижегородской области — 22 марта 2021) — русский прозаик, поэт, редактор, публицист.

## Биография
Учёбу в Литературном институте им. А. М. Горького прервала война.
Участник Великой Отечественной войны. В январе 1943 года призван в Красную армию, в рядах которой прослужил 13 лет. Офицер в отставке.
Демобилизовавшись в 1956 году окончил районно-колхозную школы, работал ветеринаром, фельдшером колхоза. Переехал в г. Горький. Работал токарем.
Окончил Всесоюзный заочный финансово-экономический институт и аспирантуру. Работал инженером в Волго-Вятском СНХ, начальником научно-исследовательской лаборатории в оборонном НИИ.
Был руководителем литературного объединения «Теплостанские родники» и главным редактором альманаха «Тёплый Стан».
Член КПРФ.

## Творчество
Автор 18 сборников стихов, ряда публицистических статей.

## Избранные произведения
- Князь Луговой, или Загробное проклятье (Поэма)
- Очерки по истории села Рогожка и деревень Шуваловка и Николаевка. 2009.
- Сеченовские ратоборцы. 2008.

## Награды
- За весомый вклад в развитие культуры и литературы, пропаганду идей государственности российского государства награждён литературно-общественной премией «Герой нашего времени» с вручением ордена Лермонтова
- Орден Г. Р. Державина.
- Лауреат литературных премий им. А. С. Грибоедова и П. В. Еремеева
- Заслуженный ветеран Нижегородской области.
- Медаль КНР «За содействие в создании особых родов войск Китайской Народно-освободительной армии».